# Christian von Kielmansegg

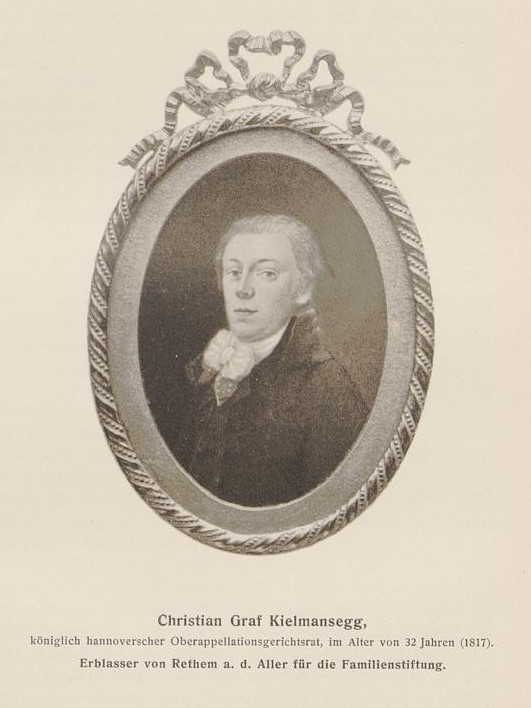
Christian Graf von Kielmansegg (1817)

Christian Graf von Kielmansegg, vollständig Christian Friedrich Johann Graf von Kielmansegg(e) (* 11. Oktober 1782 in Ratzeburg; † 18. Februar 1848 in Celle) war ein deutscher Jurist und Abgeordneter der Ständeversammlung des Königreichs Hannover.

## Leben
Christian von Kielmansegg (Nr. 145 der Geschlechtszählung) entstammte dem holsteinisch-hannoverschen Zweig der Familie Kielmansegg(e), der in besonderer Weise mit dem Welfenhaus verbunden war. Er war das 13. Kind des kurhannoverschen Landdrosten in Ratzeburg Friedrich von Kielmansegg und dessen zweiter Ehefrau, Charlotte Wilhelmine Hedwig Freiin von Spörcken. Zu seinen Brüdern zählten Ludwig von Kielmansegg, hannoverscher Oberstallmeister, Friedrich von Kielmansegg, hannoverscher General der Infanterie, und Ferdinand von Kielmansegg, hannoverscher Kriegsminister.
„Als Kind oft kränkelnd“, schlug er eine akademische Laufbahn ein. Er studierte ab 5. Mai 1800 Rechtswissenschaften an der Universität Göttingen. Aus seiner Studienzeit ist sein Eintrag im Stammbuch (Freundschaftsalbum) von Werner von Görtz-Wrisberg vom 1. September 1802 erhalten.
In der Franzosenzeit wurde er 1813 Conseiller beim französischen Appellationsgericht Cour Impériale in Hamburg. In dieser Funktion konnte er seine Brüder vor französischen Nachstellungen warnen. Er vertrat insbesondere seinen Bruder Friedrich, der Gutsherr der Güter Seestermühe und Groß- und Klein-Kollmar in den Elbmarschen war.
Nach dem Abzug der Franzosen und der Errichtung des Königreichs Hannover trat er in den hannoverschen Justizdienst. Eine kurze Zeit war er Justizrat (Hof- und Kanzleirat) bei der Justiz-Kanzlei in Hannover. 1817 wurde er zum Oberappellationsrat beim Tribunal in Celle (dem heutigen Oberlandesgericht Celle) ernannt. 1832 wurde er Direktor der dortigen Justiz-Kanzlei. In seinen letzten Lebensjahren litt er unter zunehmender Erblindung, blieb aber mit Hilfe eines Sekretärs im Amt.
Ab 1821 gehörte er als Deputierter der lüneburgischen Ritterschaft der ersten Kammer der Ständeversammlung des Königreichs Hannover an. Ab 1831 war er Mitglied im Geheimen Ratskollegium und ab 1839 im daraus hervorgegangenen Hannoverschen Staatsrat.
Christian von Kielmansegg starb unverheiratet und ohne Nachkommen. Mit dem von ihm an die Familie vererbten Gut Rethem (Aller) gab er die Anregung zur Gründung der Kielmanseggschen Familienstiftung, deren Stiftungsurkunde dann 1852 ausgefertigt wurde und die 1862 die königliche Bestätigung erhielt.

## Auszeichnungen
- Guelphen-Orden, Kommandeurkreuz 1. Klasse (1837)[6]